# Праисторија нишког краја
Праисторија нишког краја као дела будуће Србије имале је значајну улогу у развоју и формирању многих култура средње и југоисточне Европе. Ова регија је, пре свега, саставни део основне природне саобраћајнице Балканског полуострва (моравско—вардарски пут) којом су се културни утицаји и етничка померања одвијали у дугом временском раздобљу, од ране праисторије до доласка Римљана на Балканско полуострво. У свом бурном културно историјском постојању, као прометна раскрсница путева и средиште богате и простране територије, нишки крај је био сведок многих збивања, а материјални остаци бројних праисторијских култура са тог подручја данас су вредно споменичко наслеђе Србије.

## Неолитска цивилизација централног Балканаског полуострва
Цивилизација централног Балканског полуострва настала је у периоду неолита, на основу додира двеју компоненти: староседелачке и оне која долази са Блиског истока и из Анадолије. То је историјски период када се са ловачко—сакупљачке привреде прешло на нешто другачију економику, чија су главна обележја рана земљорадња, која означава почетак организоване производње хране, и доместификација животиња.
У том раздобљу започиње масовна и веома важна производња керамике којом се мења дотадашњи начин исхране становништва (прелази се са печења хране на кувања хране богате витаминима и минералима из житарица, млека и млечних производа, што се огледало у ремоделовању људских скелета).
У овом раздобљу израђују се оруђа и оружја од глачаног камена и кости, што је зачетак занатске производње. Све те новине утицале су на свест људи и њихов духовни живот који се прати преко сачуваних уметничких предмета.
Седелачки начин живота подразумевао је и оснивање сталних насеља. Становало се прво у земуницама, а касније у полуземуницама и надземним зградама. Насеља су била смештена на осунчаним падинама или речним терасама, али увек у близини воде.

## Положај и значај нишавског краја у праисторији
Подунавље, као и долина Мораве и Нишаве, због свог географског положаја, може се рећи, најзначајнија су природна комуникација централног Балкана. То је подручје где су пониклe две најзначајније културе каменог доба: мезолитска култура Лепенског Вира из 7. и 6. миленијума пре н. е. и касније, у неолиту, старчевачка и винчанска култура млађег каменог доба (6—5 миленијум пре н. е.). Те две културе, својим успоном у материјалној и духовној области, означиле су Балкан као средиште европске праписмености.
Преко Нишаве, Софијског поља и долине Марице, подручје нишког краја везује се за Егеј, са једне, и Блиски исток, са друге стране. Друга важна трансверзала повезује Нишавску долину, преко Топлице и западног Косова, са јадранском обалом, где су се налазиле грчке колоније лат. Lissus и Dirachion, а то је уједно и најкраћи пут који спаја Подунавље са Јадранским морем, односно централну Европу са Медитеранским басеном. Долином Тимока јужно Поморавље добро комуницира са доњим Дунавом и карпатско—трансилванским подручјем.
Захваљујући повољном географском положају, Поморавље и Понишавље је имало значајну посредничку улогу између удаљених култура. О томе сведоче многобројни материјални трагови културе: остаци насеља, некропола, хумки, гробова, остава и усамљени налази.

## Нишки крај као археолошка регија
Нишка археолошка регија, једна је од боље истражених области на Балканском полуострву. Значајан допринос истраживању праисторијског периода дали су: А. Ненадовић, Б. Поповић, Б. Гојковић, А. Оршић Славетић, В. Фјукс, М. Грбић, Д. и М. Гарашанин, Р. Ајдић и други. Резултати ископавања на Бубњу и Медијани послужили су М. Гарашанину за дефинисање културних група Бубањ и Медијана.
Први попис археолошких локалитета направљен је између два светска рата на територији Моравске бановине. Тада је отпочео рад на топографији и археолошкој карти те области и прикупљању археолошке грађе из тог периода, коју чине појединачни, случајно нађени предмети, који су и као такви значајни за одређена археолошка разматрања. Међу картираним налазиштима забележени су налази из свих периода праисторије.

## Најзначајнији локалитети и предмети откривени у нишкој регији
Локалитети
Најзначајнији локалитети у нишкој регији су:
- Чардак у Доњој Врежини,
- Велика чесма у Вртишту,
- Кованлук у Малчи,
- Цигански кључ у Трупалу,
- Бубањ у Нишу,
- Чивлак у Горњој Топоници,
- Хумска чука.

На овим локалитетима нађене су спорадично керамичке посуде, до тада непознате у неолиту Србије, које се, према неким типолошким одликама, доводе у везу са појединим формама грнчарије културе Сескло у Тесалији (Грчка).
Предмети
Из самог Ниша и његове ближе околине, из тог најстаријег раздобља праисторије потичу следећи значајнији предмети:
- велика ваљкаста секира, која је служила и као оруђе и као оружје (има аналогије са секирама из Лепенског Вира),
- клинасти камени бат, камено длето, фино полирано,
- фрагмент врата амфоре са антропоморфном представом,
- коштана спатула, инструмент,
- огрлица од фосилних хидрозоа – украс за женске груди.

Побројани археолошки налази и налазишта Ниша и околине приказују живот људи у нишком крају током више хиљада година. О том континуитету насељавања Ниша речито говоре археолошки предмети који најбоље изражавају дух људи и објашњавају време у коме су предмети настали. Као пример богатог културног наслеђа најбоље говори поптпуно истражено археолошко налазиште 47 Бубањ, на коме је документован живот у шеснаест фаза праисторије (Стојић – Јоцић).

## Камено доба
Територија Балканског полуострва била је настањена од прадавних времена. Научници сматрају да су земље западне и средње Европе биле насељене већ у првом одсеку плеистоцена (дилувиј, ледено доба), а да се у областима Балканског полуострва човек појављује у периоду последње квартарне глацијације (Вирмска глацијација). У то доба хладне климе пре више од 40.000 година, вечити лед спуштао се до 1.500 метара надморске висине.
То су потврдила и недавно завршена археолошка истраживања двају пећина — Велике и Мале Баланице (од 2006—2010), у околини насеља Сићево у Сићевачкој клисури. Према тврдњама проф. др Душана Михаиловића, спроведена истраживања, на овом налазишту омогућила су прикупљање више хиљада алатки које је произвео прачовек — неандерталац који је живео на овом простору Србије у друштвеним заједницама од 10—15 чланова, од једне до три биолошке породице које су се углавном бавиле сакупљањем плодова и ловом.
Комплекс се састоји од две простране пећине: Мале и Велике Баланице. У Великој Баланици се од 2004. године истражују слојеви у којима је нађена велика количина артефаката (за сада више од 5.000) и веома фрагментованих животињских костију, док су у Малој Баланици 2005. године потврђени један средњопалеолитски хоризонт и један слој са остацима хоминина. У Великој Баланици су налази констатовани у горњим слојевима (2а-2c, 3а-3c), а највише их је било у слојевима 2b и 3b. У Малој Баланици се такође јављају одмах испод хумуса, у слојевима 2а-2c, али је њихов број знатно мањи.
Ова истраживања допуњена су и проналаском из дубљих, старијих слојева, пећине Мале Баланице, у којој је откривена вилица хоминида, још древније људске врсте, која је претходила неандерталцу. Што значи да су исту пећину, али у различита времена, настањивала два типа прачовека, највероватније пре више од 150.000 до 600.000 година.
Најновијим истраживањем Вилијама Ринка, из Канаде, утврђено је да је фосил вилице из Беланице стар најмање 397.000 година, да је вероватно старији од 525.000 година, и да пронађена вилица представља најстарији источноевропски фосил средњоплеистоценских хоминида.

### Винчанска култура млађег каменог доба
У 5 и 6 миленијуму пре н. е. на широком простору, од јужне Мађарске, на северу, до северне Македоније, на југу, на западу до реке Босне, и на истоку до Трансилваније, настала је Винчанска култура млађег каменог доба.
На ширем простору нишког краја евидентирано је преко осамнаест налазишта те културе:
- Кованлук и Радачје у Малчи,
- Селиште у Трупалу,
- Велика гомила у Горњој Врежини,
- Чабура и Бујимирски поток у Бујимиру,
- Радосињ у Јелашници,
- Бубањ у Нишу и други.

Археолошки артефакти грнчарије нађени на побројаним локалитетима, као и бројна пластика, типолошки је веома слична одговарајућој винчанској археолошкој грађи у осталим деловима Поморавља, у долини Велике Мораве и на северном Косову, кккао јединственом културном језгру. Пластика се појављује у више варијанти (седеће и стојеће мушке и женске фигуре, фигуре гравидне жене итд).
Међу многбројним налазима из тог периода истичу се:
- орнитоморфна посуда,
- посуда с фалусом,
- део посуде са представом кентаура,
- жртвеник са антропоморфним протомима,
- фигурине,
- огрлица од животињских зуба и друге.

Продором носиоца новог културног комплекса Криводол – Салкуца – Бубањ, који се појавио и стабилизовао у области бугарског и румунског Подунавља, пресечена је у даљем развоју Винчанска заједница у долини Нишаве. За тај културни комплекс карактеристични су типови „телови” или мања насеља на узвишењима, какво је нпр. Бубањ. Они се континуирано протежу од Егеје на југу (Дикили Таш) до Паноније на северу.
Из енеолита (3200–2000. пре н. е.), прелазног периода од неолита ка металном добу, у Нишкој котлини забележен је највећи број археолошких локалитета — тридесет један. У том периоду дошло је и до експанзије накит културе балканско-подунавске области, након открића рударства и металургије бакра од стране одређене културних група. Уз сировине, ове групе морала су поседовати и одређена технолошка знања, и способност организовања транспорт сировина до места прераде, да би се могла добити већа количина метала.
Најраније у Европи винчанска култура упознала је тајне металургије и почела са експлоатацијом руда бакра (малахита), злата и сребра. У почетку су бакарни предмети били сасвим ретки и искључиво су се сводили на накит. На оним подручјима која су међу првима одбацила неолитску традицију и прихватила нову економику, развој је био много динамичнији, а самим тим је дошло и до оштрије друштвене и класне диференцијације и интензивнијег развоја трговине и успостављање веза између области и група, захваљујући већ формираним рударским центрима и радионицама.
Нов период и појава нових култура обележени су великим етничким померањима која се одвијају у више миграционих таласа из области црноморских степа према Балкану. Под притиском нових популација староседелачко становништво повлачило се или сажимало са придошлицама из степских предела (области Урала, Кавказа, руских степа и Карпата). У том мешању племена настају и прве заједнице Индоевропљана на Балкану.
Материјални остаци, топографија и диспозиција налазишта из тог периода у нишком крају нађени су у Вртишту, Врежини, Малчи, Нишу, Бубњу, Хуму, Островици, Крављу, Краставчу, Сићевачкој клисури, Паси-пољани и Топоници. Они имају типичне одлике етнокултурног развоја централног дела Балканског полуострва током бакарног доба. На широком подручју које обухвата карпатско — подунавску регију налажене су бакарне секире са отвором за држаље (појединачно или у оставама) које потичу из прелазног периода од неолита ка металном добу. Велика концентрација тих секира забележена је и у рудоносним областима, па се оне сматрају и рударским алаткама. Чини се мање вероватним објашњење да су то инготи — облици намењени трговини металом.
Епонимни локалитети енеолитске културе су Бубањ, Хум у Србији, Криводол у Бугарској и Салкуца у Румунији. Фаза Бубањ – Хум II (комплекс Коцофени – Баден – Костолац) такође носи одлике карактеристичне за рано бакарно доба.
Насеља тог периода су равничарска, на терасама по ободу долина река, или градинска, на доминантним узвишењима погодним за одбрану, осматрање и контролу комуникација или читаве котлине, као што је то насеље изграђено на стрмом, неприступачном брегу, на Великој чуки у селу Хум код Ниша. Куће су биле надземне и изграђене од плетери и блата. Производња хране, бројни пашњаци, шуме богате дивљачи, а реке рибом, условили су опстанак насеља током читавог тог периода.